# Moto dei corpi di massa variabile
La dinamica dei corpi di massa variabile è un caso particolare di dinamica dei sistemi. Nel caso in questione, si tratta di studiare il moto di un corpo la cui massa varia a causa di una perdita o acquisizione di nuova massa. L'esempio più importante sono i mezzi a reazione (aerei, razzi, missili, astronavi).

## L'equazione di Mescerskij
Per ricavare l'equazione del moto di un punto materiale a massa variabile, consideriamo il moto di un missile.
Il principio di funzionamento di un motore a reazione è semplice: il missile espelle una sostanza, quasi sempre gas, a cui viene impressa grande velocità. Il missile esercita grande forza sul gas, che a sua volta esercita sul missile una forza uguale in modulo ma opposta in verso (Terzo principio di Newton). Se le forze esterne sono trascurabili, missile e gas di scarico costituiscono un sistema isolato la cui quantità di moto è costante nel tempo. Tuttavia è utile considerare il caso generale in cui agiscono forze esterne quali la gravità e l'attrito viscoso.
Siano m(t) e v(t) la massa e la velocità del missile all'istante t; la quantità di moto è uguale a mv. Trascorso l'intervallo di tempo dt, massa e velocità avranno incrementi pari a dm (negativo) e dv. Quindi la quantità di moto del missile diventa
{\displaystyle (m+dm)(\mathbf {v} +d\mathbf {v} )}.
Va inoltre considerata la quantità di moto del gas di scarico prodotto nel tempo dt. Essa è uguale a 
{\displaystyle dm_{gas}\mathbf {v} _{gas}}
dove compaiono la massa del gas prodotto in dt e la sua velocità.
Sommando le due espressioni, troviamo la quantità di moto totale del sistema; sottraendo poi la quantità di moto all'istante t, ovvero mv, otteniamo l'incremento di quantità di moto nel tempo dt. Per il teorema dell'impulso questo incremento è uguale a Fdt, dove F è la somma geometrica delle forze applicate al missile. In definitiva,
{\displaystyle \mathbf {F} dt=} {\displaystyle (m+dm)(\mathbf {v} +d\mathbf {v} )+} {\displaystyle dm_{gas}\;\mathbf {v} _{gas}-} {\displaystyle m\mathbf {v} =}
{\displaystyle m\mathbf {v} } {\displaystyle +md\mathbf {v} +\mathbf {v} dm+} {\displaystyle dm_{gas}\;\mathbf {v} _{gas}-} {\displaystyle m\mathbf {v} }
trascurando il prodotto {\displaystyle dm\cdot d\mathbf {v} } perché infinitesimo di ordine superiore. Allora si ha 
{\displaystyle \mathbf {F} dt=md\mathbf {v} +\mathbf {v} dm+dm_{gas}\mathbf {v} _{gas}}
con dm + d{\displaystyle m_{gas}} = 0 (la massa totale deve conservarsi); inoltre possiamo introdurre la velocità relativa del gas rispetto al missile, {\displaystyle \mathbf {v} _{rel}=\mathbf {v} _{gas}-\mathbf {v} } (velocità del getto di gas). Tenendo contro di queste osservazioni si ottiene
{\displaystyle \mathbf {F} dt=md\mathbf {v} +dm(\mathbf {v} -\mathbf {v} _{gas})=md\mathbf {v} -\mathbf {v} _{rel}dm\Rightarrow \mathbf {F} dt+\mathbf {v} _{rel}dm=md\mathbf {v} }.
Facciamo tendere a zero dt, dm e dv per calcolare le derivate {\displaystyle {\frac {dm}{dt}}} e {\displaystyle {\frac {d\mathbf {v} }{dt}}}.  
Dividendo l'espressione precedente per dt, si trova l'equazione di Mescerskij o equazione del moto di un punto di massa variabile:
{\displaystyle \mathbf {F} +\mathbf {v} _{rel}{\frac {dm}{dt}}=m{\frac {d\mathbf {v} }{dt}}}.
Il secondo addendo del primo termine si può interpretare come la forza di reazione del missile sul gas di scarico. 

## Equazione di Ciolkovskij in meccanica classica
Se le forze esterne sono trascurabili, a partire dall'equazione 
{\displaystyle {\vec {v}}_{rel}dm=md\mathbf {v} }
si perviene all'equazione di Ciolkovskij per il moto non relativistico: se la massa iniziale del missile è {\displaystyle m_{0}} e la sua velocità iniziale è nulla, vale la relazione
{\displaystyle {\frac {m_{0}}{m}}=e^{v/v_{rel}}}.
Il rapporto {\displaystyle {\frac {m_{0}}{m}}} si può interpretare approssimativamente come il rapporto tra la riserva di carburante necessaria a compiere un tragitto e la massa del mezzo, supponendo che il gas sia terminato alla fine del viaggio e che la massa del carburante sia molto maggiore rispetto a quella del mezzo.

## Equazione di Ciolkovskij in meccanica relativistica
La formula precedente è valida nel caso di velocità piccole rispetto a quella della luce, ma è possibile generalizzarla nel caso del moto relativistico (la massa aumenta all'aumentare della velocità): risulta
{\displaystyle {\frac {m_{0}}{m}}=\left({\frac {1+\beta }{1-\beta }}\right)^{\frac {c}{2v_{rel}}}}
dove {\displaystyle \beta ={\frac {v}{c}}}.

## Voli interplanetari
La velocità minima necessaria per uscire dalla zona di azione del campo di gravità terrestre (seconda velocità cosmica) è circa 11.2 km/s. Quella necessaria ad uscire dal sistema solare (terza velocità cosmica) è pari a circa 16.7 km/s.
Nei moderni motori a reazione si possono raggiungere velocità del getto di gas di alcuni km/s. Assumendo un valore di {\displaystyle v_{rel}=} 4 km/s (caso non relativistico), per raggiungere la seconda velocità cosmica (ad esempio per raggiungere la Luna) il rapporto {\displaystyle m_{0}/m} risulta approssimativamente pari a:
{\displaystyle e^{11.2/4}\approx 17},
e per la terza (volo interplanetario):
{\displaystyle e^{16.7/4}\approx 64}.
Per una missione che preveda il rientro sulla Terra del mezzo, tali coefficienti dovrebbero essere ulteriormente moltiplicati per l'analogo coefficiente relativo alla velocità necessaria ad abbandonare il corpo celeste di destinazione.

## Voli interstellari
I carburanti chimici sono inutilizzabili per voli interstellari.
La velocità di un getto di gas è proporzionale a {\displaystyle {\sqrt {\frac {T}{p}}}} dove T è la temperatura e p è il peso molecolare. Anche ipotizzando il peso molecolare più vantaggioso (p=1, corrispondente all'idrogeno atomico), il getto dovrebbe avere una temperatura di 5000 °C (non raggiungibile con il solo uso di carburanti chimici) per ottenere una velocità d'uscita di 10 km/s.
Pur assumendo che una simile velocità del getto sia possibile, per poter raggiungere anche solo le stelle più vicine in tempi confrontabili con la durata della vita umana sarebbe necessario poter viaggiare ad una frazione significativa della velocità della luce. Utilizzando l'equazione di Ciolkovskij relativistica, e fissando {\displaystyle \beta } = 0.1 (velocità finale pari a 1/10 di quella della luce) e {\displaystyle v_{rel}} = 10 km/s, il rapporto {\displaystyle m_{0}/m} risulta essere:
{\displaystyle \left({\frac {1.1}{0.9}}\right)^{300000/20}=(1.{\bar {2}})^{15000}\approx 1.79\cdot 10^{1307}}
che è un valore incommensurabile: se la nave avesse una massa propria di 20 tonnellate, la corrispondente massa iniziale al momento del lancio dovrebbe essere 3.58 x {\displaystyle 10^{1308}} tonnellate, ovvero circa {\displaystyle 10^{1270}} volte la massa dell'intera Via Lattea.